# Die Toten von Salzburg – Königsmord
Die Toten von Salzburg – Königsmord ist ein österreichischer Fernsehfilm der Kriminalfilmreihe Die Toten von Salzburg aus dem Jahr 2018 von Erhard Riedlsperger. Die Premiere erfolgte am 7. Februar 2018 in Salzburg, die Erstausstrahlung im ORF am 10. März 2018 und im ZDF am 16. Januar 2019.

## Handlung
In ihrem dritten gemeinsamen Fall im bayerisch-österreichischen Grenzgebiet untersuchen Major Peter Palfinger und Kriminalhauptkommissar Hubert Mur aus Traunstein den Mord am bayerischen Würstelkönig Ferdinand Gschwandtner. Er wurde mit einem Messer getötet und in seiner Villa in Anif von Rosa Holub, seiner Haushälterin, tot aufgefunden. Holub erzählt Palfinger, dass es zwischen Ferdinand und dessen Sohn Rupert Gschwandtner einen Streit gab. Rupert arbeitet nach dem Tod seiner Mutter und persönlichen und finanziellen Problemen als Fleischhauer anstatt in der Chefetage des väterlichen Unternehmens. Er hat allerdings ein Alibi.
Außerdem ist eines der rumänischen Pflegekinder von Ferdinand Gschwandtner, der siebenjährige Tyki, verschwunden. Auf der Tatwaffe, einem Küchenmesser, finden sich die Fingerabdrücke seiner älteren Schwester Liana. Sie gibt als Grund dafür an, im Haushalt mitgeholfen zu haben. Ausnahmsweise sind Palfinger und Mur einer Meinung, sie sind beide von der Unschuld der Kinder überzeugt.
Die Witwe Nicole Gschwandtner berichtet, dass die Villa bereits mehrmals von Sprayern beschmiert wurde. Sie gibt an, zur Tatzeit am Wörthersee gewesen zu sein. Gernot Lanner, stellvertretender Geschäftsführer der Gschwandtner GmbH, war nach eigenen Angaben im Büro. Die Bilder der Überwachungskameras von Gschwandtners Villa führen Palfinger zu Nicolas Bruckner. Dessen Vater kam nach dem Konsum einer durch Listerien verunreinigten Wurst von Gschwandtner ums Leben. In einem Gerichtsprozess wurde Ferdinand Gschwandtner allerdings freigesprochen. Die Verteidigung baute auf die Grunderkrankung des Vaters, eine seltene Autoimmunerkrankung, die ursächlich für den Tod verantwortlich gewesen sein soll.
Von seinem Bruder Sebastian erfährt Palfinger, dass es Gerüchte gibt, wonach Ferdinand Gschwandtner nicht ganz unschuldig am Tod seiner ersten Frau Waltraud vor rund zehn Jahren gewesen sein soll. Sie kam offiziell bei einem Schwimmunfall in der Salzach ums Leben. Unter ihren Fingernägel fand sich damals fremdes Epithelgewebe, nachdem aber keine weiteren Kampfspuren gefunden wurden, wurde der Fall nicht weiter untersucht. Russmeyer veranlasst einen DNA-Abgleich mit den Tatverdächtigen. Kurz vorher lernte Ferdinand Gschwandtner seine spätere zweite Frau Nicole kennen, allerdings weigerte sich Waltraud in die Scheidung einzuwilligen.
Außerdem finden die Ermittler heraus, dass Lanner und Nicole Gschwandtner ein Verhältnis haben. Sie geben nun an, in der Mordnacht zusammen gewesen zu sein. Ferdinand Gschwandtner bereitete eine Anklage gegen Gernot Lanner vor, er warf ihm vor, Firmengeld in der Höhe von drei Millionen Euro veruntreut zu haben. Liana erzählt Russmeyer außerdem, dass Nicole Gschwandtner sie geschlagen habe. Ferdinand Gschwandtner hingegen wollte Tyki und Liana adoptieren.
In der Nacht des Mordes wird Mur Ersthelfer bei einem Autounfall, ein roter Jaguar kommt ihm kurz zuvor in der Nähe der Unfallstelle entgegen. Liana hat den Jaguar in der Mordnacht bei der Villa gesehen. Der Jaguar wird später ausgebrannt aufgefunden. Die Fahrgestellnummer ergibt Gernot Lanner als Besitzer des Jaguars, Lanner hat das Fahrzeug als gestohlen gemeldet. Im Fahrzeug werden Fingerabdrücke gefunden. Ein Datenbankabgleich ergibt, dass diese von Georg Schachner, einem vor zehn Jahren gekündigten Mitarbeiter im Schlachthaus, stammen.
Zwischenzeitlich taucht Tyki wieder auf. Er erzählt Palfinger, dass er den Täter gesehen hat und der ihn deshalb mitgenommen hatte, ihn aber wieder laufen ließ. Tyki kann Georg Schachner auf einem Foto als seinen Entführer identifizieren. Schachner wird wenig später erhängt aufgefunden, die Obduktion ergibt allerdings, dass es kein Selbstmord war. Tyki wird von einer maskierten Person entführt, diese kann mit dem Kind unerkannt entkommen.
Bei Schachner findet sich ein USB-Stick, dieser ist mit Passwort geschützt. Das Passwort findet Palfinger auf einer Tätowierung auf dem Arm von Schachner. Auf dem Stick ist in einer Audiodatei ein Gespräch zwischen Schachner und Rupert Gschwandtner gespeichert. Daraus geht hervor, dass der Würstelkönig Schachner vor zehn Jahren anheuerte, um seine Frau zu töten. Rupert Gschwandtner fand dies heraus, erpresste Schachner mit diesem Wissen und zwang ihn seinerseits, Ruperts Vater umzubringen. Rupert Gschwandtner wird schließlich von der Polizei gestellt, Tyki wird bei ihm unverletzt gefunden.

## Produktion
Die Dreharbeiten fanden gemeinsam mit dem zweiten Teil Zeugenmord von 26. April bis 30. Juni 2017 in Salzburg und Umgebung statt. Produziert wurde der Film von der Satel Film GmbH, beteiligt waren der Österreichische Rundfunk und das ZDF, unterstützt wurde die Produktion vom Fernsehfonds Austria, dem Land Salzburg und der Stadt Salzburg.
Im Sommer 2018 fanden in der Stadt Salzburg und in Bad Gastein die Dreharbeiten für die vierte und fünfte Folge statt, die Mordwasser und Der Wolf im Schafspelz heißen sollen.

## Rezeption
Tilmann P. Gangloff befand auf tittelbach.tv, dass der Film „eine rundum gelungene Krimikomödie“ sei, auch wenn die Geschichte vor allem von den beiden Hauptfiguren lebe. Michael Fitz als bayerischer Grantler und Florian Teichtmeister als verbitterter Major aus Salzburg ergänzten sich perfekt. Großes Vergnügen machten vor allem die vielen Einfälle am Rande.
In Deutschland sahen den Film bei Erstausstrahlung im ZDF 5,87 Millionen Personen, der Marktanteil betrug 18,8 Prozent.